# طريق البحر

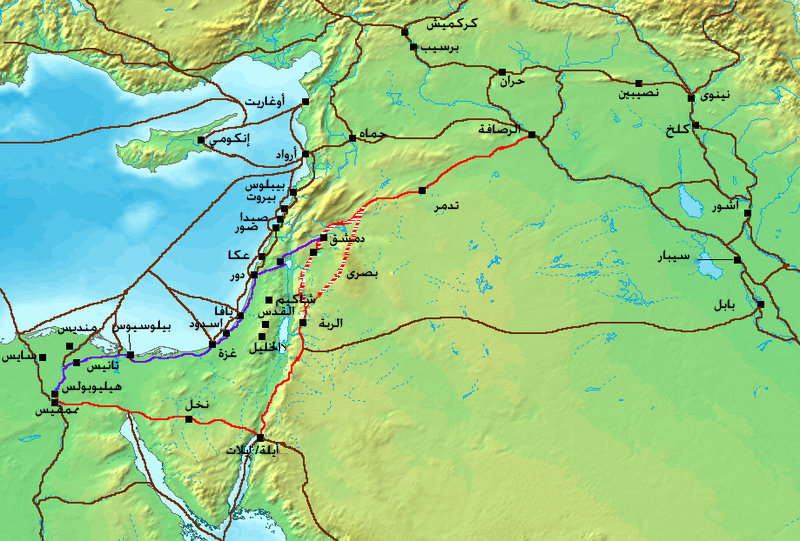
طريق الفلستينيين (بالأرجواني) و الطريق الملوكي (بالأحمر) ضمن شبكة الطرق القديمة في بلاد الشام حوالي عام 1300 ق.م.

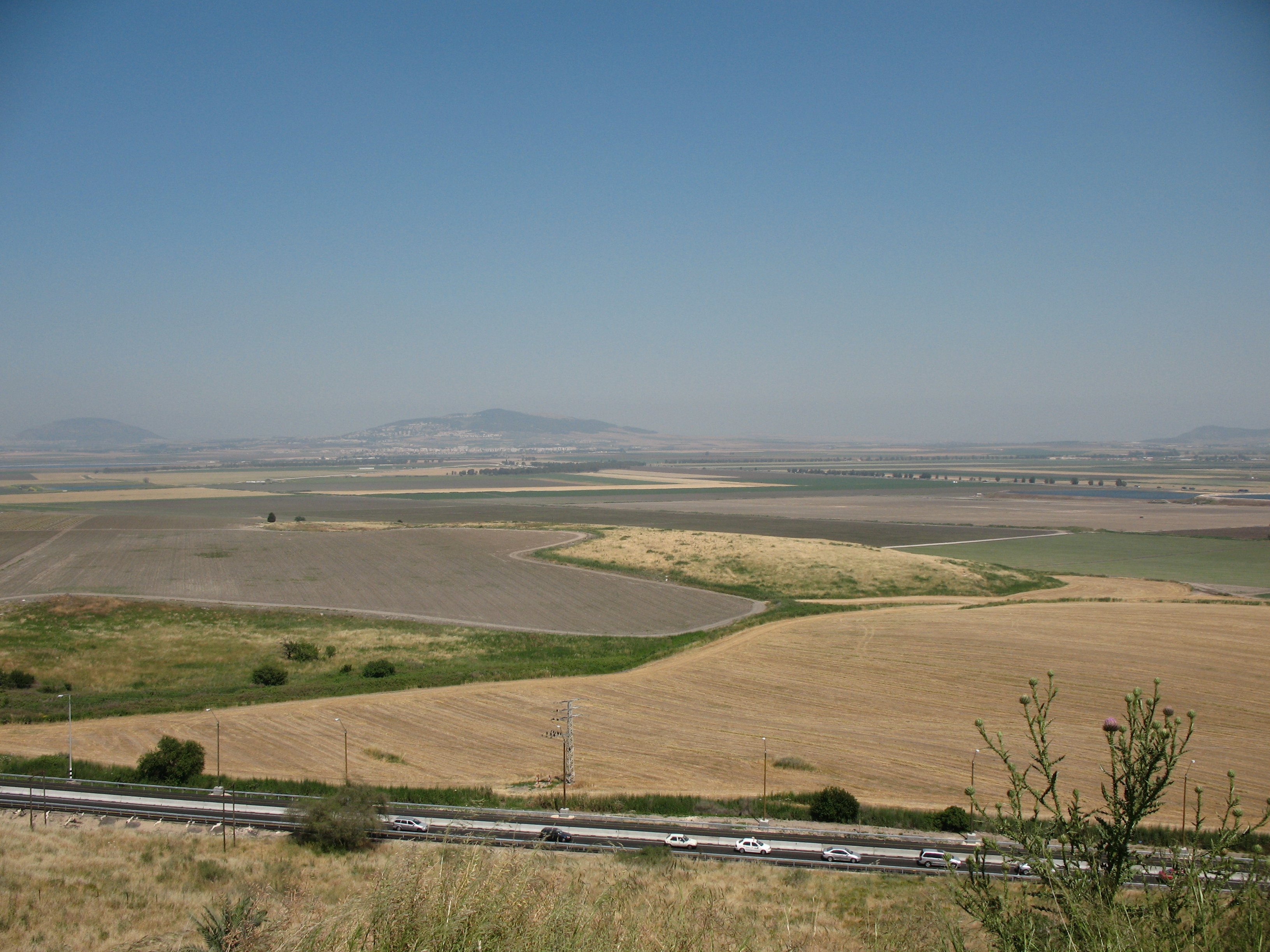
طريق البحر (طريق الفلستينيين) في مرج بن عامر.

طريق البحر أو طريق الفلستينيين (باللاتينية: Via Maris) هو أحد أقدم وأهم الطرق التجارية في منطقة الشرق الأوسط. وهو اسم لاتيني مُستحدث للطريق - الذي يعود تاريخه إلى بدايات العصر البرونزي - حيث اُطلق عليه اسم "Via Maris"، والذي يعني «طريق البحر» استنادًا إلى ممر مذكور في الفولغاتا (الترجمة اللاتينية للعهد الجديد)، متى 4:15.
كان الطريق أساسًا يُسمى «طريق الفلستينيين»، كإشارة إلى طريق السفر الذي يمر من خلال السهول الفلستينية، التي تشكل اليوم الجزء الساحلي الجنوبي من فلسطين التاريخية، وخصوصًا قطاع غزة. لقد كان هذا الطريق يُعتبر إلى جانب طريق الملوك، أحد الطرق الرئيسية التي تربط مصر ببلاد الشام وبلاد الرافدين والأناضول. وكان يتقاطع مع طرق تجارية أخرى للسفر بين أوروبا وأفريقيا، أو بين آسيا وأفريقيا.
يبدأ الطريق من منطقة قريبة من القنطرة شرق في مصر، ويتجه شرقًا نحو فرما، ثم يتبع الخط الساحلي الشمالي لسيناء ويتجه نحو العريش ثم رفح. من هناك يبدأ بمحاذاة الساحل الكنعاني، إذ يمر بغزة، عسقلان، إسدود، يافا وأنتيباتريس  متجنبة نهر العوجا، وخربة البرج، إلى أن يتفرع في الطنطورة - بالقرب من الخضيرة - إلى طريقين، الأول يستمر بمحاذاة ساحل البحر المتوسط، والثاني ينعطف شرقًا مرة أخرى عبر مجيدو ومرج ابن عامر حتى وصلت إلى طبريا وبحيرتها. ثم، مجددًا، توجهت شمالًا على طول شاطئ البحيرة، مرورًا بقرية مريم المجدلية وكفر ناحوم وحاصور. ثم يتجه شرقًا ليعبر نهر الأردن في ما أصبح يعرف بجسر بنات يعقوب نحو هضبة الجولان ودمشق في سوريا. كان المسافرون بإمكانهم من هناك أن يكملوا السفر عبر الطريق الملوكي إلى أن يصل نهر الفرات أو الإكمال شمالًا نحو الأناضول.